# Burza w górach
Burza w górach (tyt.oryg. Shtërngata në mal) – albański film fabularny z roku 1979 w reżyserii Kujtima Meçaja.

## Opis fabuły
Film telewizyjny. Grupa zagranicznych geologów, kierowana przez prof. Hubelta przyjeżdża do Albanii, aby wraz ze specjalistami albańskimi prowadzić prace poszukiwawcze. Wkrótce każdy z zespołów zaczyna działać niezależnie, a albańscy geolodzy osiągają wyniki, które zaskakują przybyszy.

## Obsada
- Margarit Arseni jako prof. Hubelt
- Fane Bita jako Aleksander
- Baftiar Çene jako Schmidt
- Fotaq Xheka jako radca ambasady
- Lumturi Shtino jako żona radcy
- Niko Dhoksa jako Franz
- Bukuroshe Kokalari jako Ana
- Nikolla Llambro jako Bariu
- Koço Naçi jako Hekuran
- Zhaneta Papamihali jako Shpresa
- Thoma Pasha jako Ilir
- Piro Qiqi jako Dhimitri
- Aristotel Stefani jako Vaso
- Mehmet Belaj